# マルチェロ級潜水艦
マルチェロ級潜水艦 (Sommergibili Classe Marcello) はイタリア海軍の潜水艦で、第二次世界大戦で用いられた。設計は大西洋で活動することを目的に設計された大型潜水艦となっている。就役は1938年から翌年にかけて行われ、全10隻が建造された。第二次世界大戦でイタリアが降伏するまでにコマンダンテ・カッペリーニ、ダンドーロ以外の艦は大西洋で戦没している。

## 同型艦
- バルバリーゴ
- コマンダンテ・カッペッリーニ
- コマンダンテ・ファア・ディ・ブルーノ
- ダンドーロ
- エーモ
- マルチェッロ
- モチェニーゴ
- モロスィーニ
- ナーニ
- プロヴァーナ
- ヴェニエーロ